# DJ Krush
DJ Krush, de son vrai nom Hideaki Ishi (石 英明, Ishi Hideaki), né le 29 juillet 1962 à Tokyo, est un musicien, producteur et disc jockey japonais, figure emblématique de la scène du hip-hop japonais.

## Biographie
Adolescent désœuvré dans la mégalopole japonaise, Hideaki Ishi rejoint un gang des rues tokyoïte, après un médiocre parcours scolaire,. Ce n'est que lorsqu'il voit pour la première fois le film Wild Style (1983), que Hideaki se passionne pour la culture hip-hop et s'achète ses premières platines et tables de mixage,.
Il commence sa carrière en tant que DJ de groupes de breakdance à une époque où la scène hip-hop japonaise n'est que balbutiante. En 1987, il forme son premier groupe, le Krush Posse. Bien que remarqué, les labels ne s'y intéressent guère et le groupe se sépare en 1992. Influencées par Miles Davis ou James Brown, ses musiques sont empreintes de soul et de jazz. En 1994, il sort son premier album, Krush. Chaleureusement accueilli par la presse spécialisée[réf. nécessaire], il se fait remarquer aux États-Unis et en Europe. Il rencontre alors James Lavelle qui le fait signer dans son jeune label, Mo'Wax, où il publie Strictly Turntablized. En 1996, il rejoint DJ Sak et DJ Hide et forme le collectif RYU (le premier album, Ga sort en 2000).
Au fil de ses albums, DJ Krush étonne par son mélange des genres, et va même jusqu'à réaliser un album avec le trompettiste Toshinori Kondō (Ki-oku, 1998). En 2002, avec Shinso, DJ Krush se tourne vers l'outil informatique pour réaliser ses albums. En 2004, DJ Krush sort son huitième album, et s'impose comme une des références du hip-hop expérimental. Il participe au projet stop-rokkasho.org initié par Ryūichi Sakamoto contre la construction d'une usine de traitement du combustible usé et celle d'un réacteur à fusion nucléaire de type ITER au nord de l'île de Honshū. En 2007, il participe à l'ensemble OuMuPo du label Ici d'ailleurs et en signe le sixième volet en réinterprétant les pistes des musiciens français du label. Il fait suite au cinquième volet signé par son ami DJ Hide. L'album est accompagné d'un livret dessiné par Killofer.
Il travaille sur la bande originale d'un film d'animation russo-japonais intitulé First Squad, sorti en 2009. En 2015, il publie son album Butterfly Effect, qui atteint la 111e place du classement japonais Oricon.

## Discographie

### Albums studio
- 1994 : Krush (99 records 2138)
- 1995 : Strictly Turntablized (Mo'Wax)
- 1995 : Meiso (迷走) (Mo'Wax)
- 1996 : Ki-oku (記憶) (Apollo/Pias) (avec Toshinori Kondō)
- 1996 : Milight (Mo'Wax/Source)
- 1998 : Kakusei (覚醒) (Sony)
- 2001 : Zen (漸) (Sony)
- 2002 : Shinso ~The Message At The Depth~ (深層) (Sony)
- 2004 : Jaku (寂) (Sony)
- 2012 : DJ Krush 20th Anniversary (Es.U.Es Corporation)
- 2015 : Butterfly Effect (Es.U.Es Corporation)
- 2017 : Kiseki- (軌跡) (Es.U.Es Corporation)
- 2018 : Cosmic Yard (新作) (Es.U.Es Corporation)
- 2020 : Trickster (新作) (Es.U.Es Corporation)

### Albums remix
- 1994 : BAD BROTHERS－Ronny Jordan meets DJ Krush
- 1995 : BIG CITY LOVER-SELF REMIX
- 1996 : MEISO-ANOTHER MAZE
- 1997 : HOLONIC－THE SELF-MEGAMIX
- 2000 : Code4109
- 2001 : DJ KRUSH Reload-The Remix Collection (Sony)
- 2006 : STEPPING STONES The Self-Remixed Best -lyricism-
- 2006 : STEPPING STONES The Self-Remixed Best -soundscapes-
- 2007 : OuMuPo (Ici d'ailleurs)

### Ryu
- 2000: Ga (avec DJ Hide et DJ Sak)